# كالوم ستيوارت
كالوم ستيوارت (بالإنجليزية: Calum Stewart)‏ هو ملحن بريطاني، ولد في 1982 في Moray ‏ في المملكة المتحدة.

## وصلات خارجية
- الموقع الرسمي
- كالوم ستيوارت على موقع ميوزك برينز (الإنجليزية)
- كالوم ستيوارت على موقع ديسكوغز (الإنجليزية)